# Labisia pumila
Labisia pumila är en viveväxtart som först beskrevs av Carl Ludwig von Blume, och fick sitt nu gällande namn av F.-vill. Labisia pumila ingår i släktet Labisia och familjen viveväxter.

## Underarter
Arten delas in i följande underarter:
- L. p. discoplacenta
- L. p. lanceolata
- L. p. malintangensis
- L. p. neriifolia
- L. p. sessilifolia